# Brion-près-Thouet
Brion-près-Thouet – miejscowość i gmina we Francji, w regionie Nowa Akwitania, w departamencie Deux-Sèvres.
Według danych na rok 1990 gminę zamieszkiwało 699 osób, a gęstość zaludnienia wynosiła 87 osób/km² (wśród 1467 gmin regionu Poitou-Charentes Brion-près-Thouet plasuje się na 434. miejscu pod względem liczby ludności, natomiast pod względem powierzchni na miejscu 941.).